# Фонтене-ле-Мармьон
Фонтене́-ле-Мармьо́н (фр. Fontenay-le-Marmion) — коммуна во Франции, находится в регионе Нижняя Нормандия. Департамент коммуны — Кальвадос. Входит в состав кантона Бургебюс. Округ коммуны — Кан.
Код INSEE коммуны — 14277.

## Население
Население коммуны на 2010 год составляло 1551 человек.
| 1962 | 1968 | 1975 | 1982 | 1990 | 1999 | 2010 |
| ---- | ---- | ---- | ---- | ---- | ---- | ---- |
| 1064 | 1045 | 1262 | 1408 | 1375 | 1470 | 1551 |

## Экономика
В 2010 году среди 1009 человек трудоспособного возраста (15—64 лет) 745 были экономически активными, 264 — неактивными (показатель активности — 73,8 %, в 1999 году было 73,9 %). Из 745 активных жителей работали 691 человек (352 мужчины и 339 женщин), безработных было 54 (25 мужчин и 29 женщин). Среди 264 неактивных 83 человека были учениками или студентами, 140 — пенсионерами, 41 были неактивными по другим причинам.